# 齿萼委陵菜
齿萼委陵菜（学名：Potentilla smithiana）为蔷薇科委陵菜属的植物，为中国的特有植物。分布在中国大陆的四川等地，生长于海拔1,000米至2,900米的地区，一般生长在山坡草地，目前尚未由人工引种栽培。
现为齿萼蕨麻（Argentina smithiana (Hand.-Mazz.) Soják）的异名.